# Jakab-hegy
Jakab-hegy är ett berg i Ungern. Det ligger i den sydvästra delen av landet, 170 km söder om huvudstaden Budapest. Toppen på Jakab-hegy är 592 meter över havet, eller 247 meter över den omgivande terrängen. Bredden vid basen är 6,3 km.
Terrängen runt Jakab-hegy är kuperad norrut, men söderut är den platt. Runt Jakab-hegy är det tätbefolkat, med 369 invånare per kvadratkilometer. Närmaste större samhälle är Pécs, 7,3 km öster om Jakab-hegy. Omgivningarna runt Jakab-hegy är en mosaik av jordbruksmark och naturlig växtlighet.